# Judith Rodin

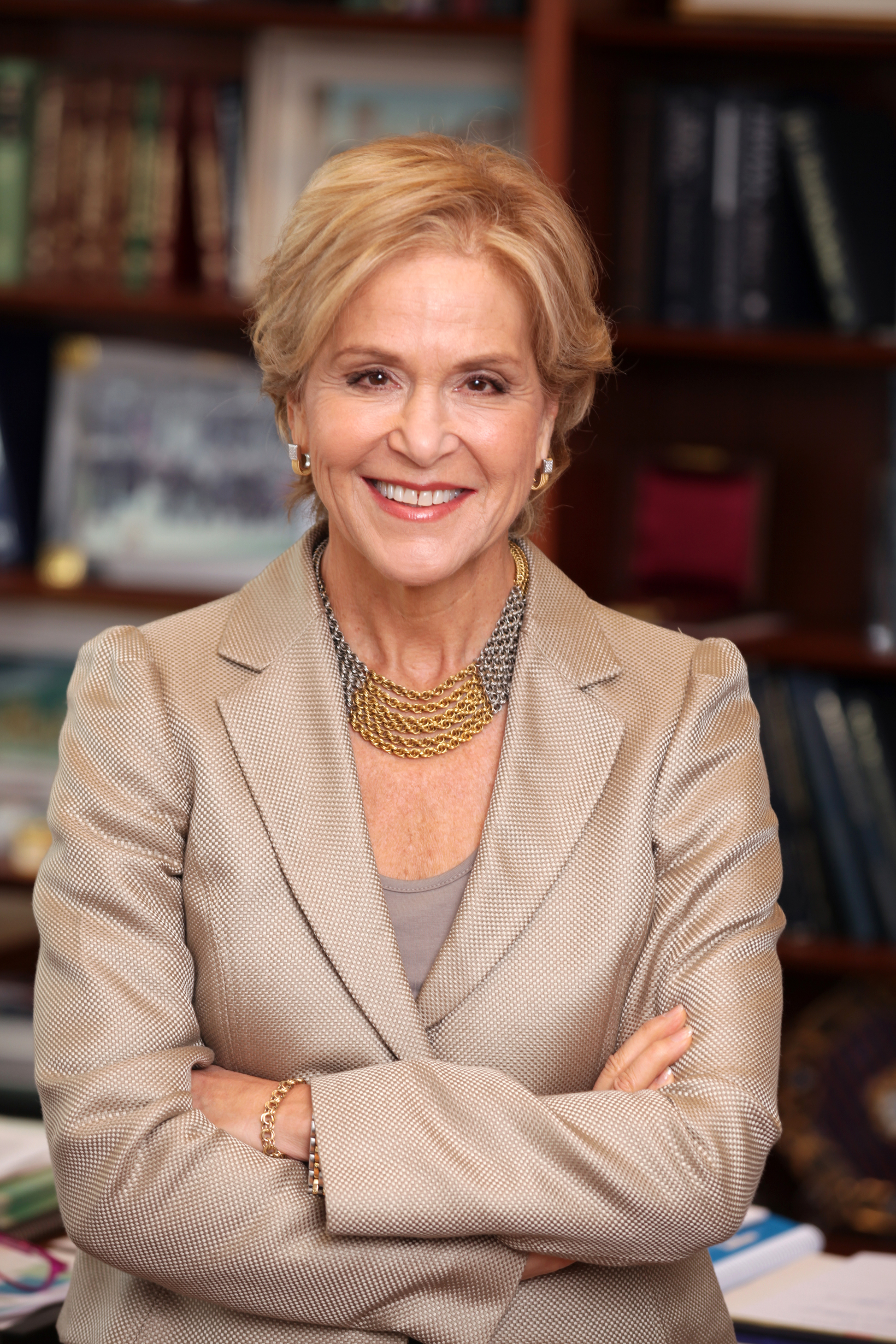
Judith Rodin (2011)

Judith Seitz Rodin (* 9. September 1944 in Philadelphia) ist eine US-amerikanische Psychologin.

## Leben
Rodin entstammt einer jüdischen Familie. Sie studierte Psychologie an der University of Pennsylvania in Philadelphia (Bachelor of Arts, 1966). Ihren Ph.D. machte sie an der Columbia University in New York. Danach arbeitete sie an der Yale University in New Haven. 1994 wurde sie die erste dauerhafte Präsidentin der Ivy League. Sie war Professorin an der University of Pennsylvania in Philadelphia. Seit 2005 ist sie die erste Präsidentin der Rockefeller-Stiftung. Außerdem ist beziehungsweise war sie Mitglied des Board of Directors von: AMR Corporation, Citigroup, Comcast, Aetna, Electronic Data Systems und BlackRock. Sie ist in dritter Ehe mit Paul R. Verkuil, einem Rechtswissenschaftler und ehemaligem CEO der American Automobile Association verheiratet und hat einen Sohn.

## Auszeichnungen
- 1990: Mitglied der American Academy of Arts and Sciences
- 1992: Wilbur Cross Medal der Yale University[1]
- 1995: Mitglied der American Philosophical Society[2]
- 2003: „Pennsylvania’s Most Politically Powerful Women“ durch PoliticsPA.com
- 2003: Philadelphia Award
- Crain’s 50 Most Powerful Women in New York (3×)
- 2011, 2012, 2013: The World’s 100 Most Powerful Women durch das Forbes Magazine
- 2011: NACD Directorship 100

## Veröffentlichungen (Auswahl)
- Das richtige Gewicht. Ehrenwirth, München 1985, ISBN 3-431-02689-3.
- Aging and health. Effects of the sense of control. In: Science. Band 233, 1986, S. 1271.
- Die Schönheitsfalle. Was Frauen daran hindert, sich und ihren Körper zu mögen. Droemer Knaur, München 1994, ISBN 3-426-84032-4.